# Senta Söneland

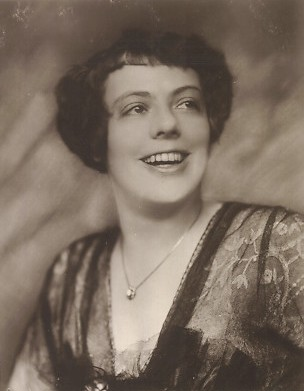
Senta Söneland auf einer Fotografie von Alexander Binder

Senta Söneland (* 9. September 1882 in Diedenhofen; † 20. Juli 1934 in Berlin; eigentlich Else Adele Berta Sophie Krocker geb. Werder) war eine deutsche Schauspielerin.

## Leben
Senta Söneland wurde 1882 als Tochter eines preußischen Offiziers geboren. Sie besuchte eine höhere Töchterschule und anschließend ein Lehrerinnenseminar, belegte allerdings zusätzlich Ausbildungskurse des Berliner Schillertheaters. 1910 erhielt sie ihr erstes Engagement beim Hoftheater Meiningen.
1912 kehrte sie nach Berlin zurück und heiratete den Oberleutnant außer Diensten Ernst Artur Karl Krocker (1882–1933). In den folgenden Jahren trat sie an verschiedenen Bühnen wie dem Komödienhaus, am Theater am Kurfürstendamm und am Metropol-Theater auf. Als bei Kriegsbeginn 1914 das Theaterleben stark beeinträchtigt wurde, suchte sie wie viele andere Schauspieler dieser Zeit ihre Chance beim Film.
Söneland wurde hier vor allem als Komikerin in Filmkomödien bekannt. Nach längerer Leinwandabstinenz in den 1920er Jahren hatte sie mit Beginn des Tonfilmzeitalters nach 1930 sehr viele Einsätze als Nebendarstellerin. Sie wirkte außerdem an Unterhaltungsabenden im Rundfunk mit. So war sie in der Sendung Kunterbunt mit der Berliner Funk-Kapelle zu hören.

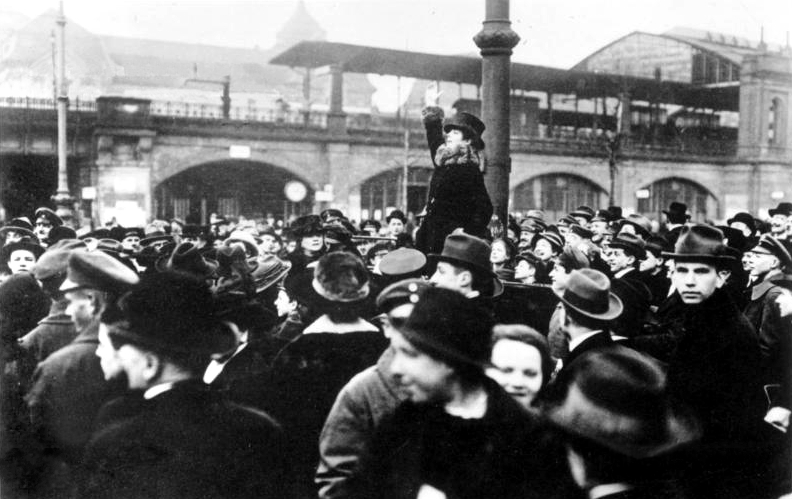
Eine ihrer Ansprachen bei einer Wahlveranstaltung 1919

Die Künstlerin engagierte sich politisch für das Frauenwahlrecht, in Erinnerung bleibt vor allem ihre flammende Rede am 19. Januar 1919 am Berliner Bahnhof Zoo anlässlich der Wahl zur Nationalversammlung.
Nach dem plötzlichen Tod ihres Mannes im Sommer 1933 verabschiedete sich Söneland 1934 von der Bühne und nahm sich wenig später das Leben. Ihre Leiche wurde am 20. Juli 1934 in ihrem Apartment im Hotel Adlon gefunden.
Sie wurde auf dem Friedhof Wilmersdorf in Berlin beerdigt.

## Filmografie
- 1915: Pension Lampel
- 1915: Der Onkel aus Amerika
- 1915: Die Konservenbraut
- 1916: Fritzis toller Einfall
- 1916: Ein tolles Mädchen
- 1916: Benjamin, der Schüchterne
- 1917: Else und ihr Vetter
- 1917: Fräulein Pfiffikus
- 1918: Seiner Hoheit Brautfahrt
- 1922: Sie und die Drei
- 1930: Der Greifer
- 1930: Der König von Paris
- 1930: Susanne macht Ordnung
- 1931: Arm wie eine Kirchenmaus
- 1931: Der Draufgänger
- 1931: Mein Herz sehnt sich nach Liebe
- 1931: Der unbekannte Gast
- 1931: Der Weg nach Rio
- 1931: Trara um Liebe
- 1931: Reserve hat Ruh
- 1931: Die Abenteurerin von Tunis
- 1931: Die Bräutigamswitwe
- 1932: Das Geheimnis um Johann Orth
- 1932: Hasenklein kann nichts dafür
- 1932: Der Glückszylinder
- 1932: Drei von der Kavallerie
- 1932: Ballhaus goldener Engel
- 1932: Goldblondes Mädchen, ich schenk Dir mein Herz
- 1932: Skandal in der Parkstraße
- 1932: Zwei glückliche Tage
- 1933: Das lustige Kleeblatt
- 1933: Sag mir, wer Du bist
- 1933: Zwei gute Kameraden
- 1934: Nordpol - Ahoi!
- 1934: Karikaturen
- 1934: Gutgehendes Geschäft zu verkaufen
- 1934: Man nehme

## Diskographie
Zwischen 1915 und 1932 nahm sie für verschiedene Firmen und Labels (Grammophon, Zonophon, Odeon, Parlophon, Electrola, Columbia) Schellackplatten auf.